# Переби
Перебите  или още и Пераебите (на древногръцки език: Περραιβοί) са пеласгийско племе населявало Антична Тесалия в нейната северна част досами Древна Македония. 
Страната им е известна като Перебия или Пераебия (на древногръцки език: Περραιβών), а главния им град се е намирал на мястото на днешна Еласона. Територията им обхващала страната от Пинд до Оса на изток и от Пеней до Древна Македония на север.
Перебите са имали участие в тесалийската амфиктиония с два гласа. Страната им е завоювана и присъединена към Древна Македония от Филип II Македонски, което статукво се запазва до завладяването им от римляните през 196 г. пр.н.е.
Омир ги споменава като участници в троянската война, а Херодот – като част от армията на Ксеркс I. 